# Асака
Асака (јап. 朝霞市) град је у Јапану у префектури Саитама. Према попису становништва из 2015. године, у граду је живело 136,299 становника, са густином насељености од 7432 ст./km². Обухвата површину од 18,34 km2 (7,08 sq mi).

## Географија
Град се налази на острву Хоншу у префектури Саитама регије Канто. Граничи се са градовима: Саитама, Сики, Тода, Низа и Вако.

## Становништво
Према подацима са пописа, у граду је 2015. године живело 136.299 становника.
| 1995.   | 2000.   | 2005.   | 2010.   | 2015.   |
| ------- | ------- | ------- | ------- | ------- |
| 110.789 | 119.712 | 124.393 | 129.691 | 136.299 |

| #  | Индикатор                         | Вредност |
| -- | --------------------------------- | -------- |
| 1  | Мушко становништво                | 69.971   |
| 2  | Женско становништво               | 66.328   |
| 3  | Становништво од 0 до 9 година     | 12.663   |
| 4  | Становништво од 10 и 19 година    | 12.950   |
| 5  | Становништво од 20 до 29 година   | 16.981   |
| 6  | Становништво од 30 до 39 година   | 19.968   |
| 7  | Становништво од 40 до 49 година   | 23.699   |
| 8  | Становништво од 50 до 59 година   | 16.319   |
| 9  | Становништво од 60 до 69 година   | 14.233   |
| 10 | Становништво од 70 до 79 година   | 11.710   |
| 11 | Становништво са више од 80 година | 6.106    |